# (38233) 1999 NS57
1999 NS57 (asteroide 38233) é um asteroide da cintura principal. Possui uma excentricidade de 0.16270220 e uma inclinação de 7.85890º.
Este asteroide foi descoberto no dia 13 de julho de 1999 por LINEAR em Socorro.